# Pierre Athon
Pierre James Athon, né vers 1905 à Alger et mort à une date indéterminée après 1942, est un auteur dramatique, un chanteur et un acteur français.

## Biographie
Après avoir obtenu en juin 1926 le deuxième prix puis en juin 1927 le premier prix de comédie (à l'unanimité) au Conservatoire municipal de la ville d'Alger, où il vivait à l'époque, Pierre Athon se fixe à Paris où il va mener jusqu'au début de la deuxième guerre mondiale une carrière de chanteur, d'acteur et d'auteur dramatique.
Pierre Athon ouvre en décembre 1931 un cabaret rue de Ponthieu dont il devient le directeur artistique. Deux ans plus tard, il prend la direction de la section nord-africaine du Studio des Auteurs, ouverte à Alger dans le but d'y monter des pièces de théâtre,. À la fin de la même année, il est engagé comme acteur et auteur par la station d'État Radio-Colonial, où il crée et interprète des sketchs mêlés de chansons en quatre langues.
Trois ans plus tard, Pierre Athon est engagé par le théâtre municipal d'Oran pour la saison 1936-1937 avant de rentrer à Paris où il entre dans la troupe de comédiens du Poste parisien.
Au début de 1938, il signe un contrat avec le réalisateur américain Archie Mayo qui envisage de le faire tourner à Hollywood dans un prochain film, mais le projet ne se concrétisera pas.
Pierre Athon apparaît pour la dernière fois sur scène comme à l'écran en 1942. À partir de cette date, les lois anti-juives du gouvernement de Vichy vont mettre un terme à sa carrière d'artiste en lui interdisant l'exercice de son métier. On perd ensuite sa trace.

## Théâtre
comme auteur
- 1933 : Faits divers 1933, revue en 1 acte de et avec Pierre Athon, musique de Marcel Léarsi, sur Radio-Colonial (23 décembre)[13]
- 1934 : Le Tour du monde en une heure, sketch en 1 acte de et avec Pierre Athon, sur Radio-Colonial (17 janvier)
- 1934 : On jase et on jazze, sketch en 1 acte de et avec Pierre Athon, sur Radio-Colonial (23 janvier)
- 1934 : Boite à musique, sketch en 1 acte de et avec Pierre Athon, sur Radio-Colonial (7 février)
- 1934 : Va faire des crêpes, sketch en 1 acte de et avec Pierre Athon, sur Radio-Colonial (13 février)
- 1934 : Page 52, pièce de et avec Pierre Athon, au Studio des Auteurs (4 mai) : le gentleman-cambrioleur[14]
- 1940 : À travers chants, fantaisie-revue en 2 actes et 3 tableaux de et avec Pierre Athon, au Casino de Vichy, au théâtre du Capitole à Toulouse (19 novembre) puis au théâtre municipal de Grenoble (30 novembre)[15]

comme acteur
- 1920 : La Princesse capricieuse, opérette de Jacques Bohé, musique d'Eugène Métot, à l'Opéra d'Alger (22 avril) : Gilbert[16]
- 1934 : Pygmalion II, pièce en 3 actes de C. Tanet-Vaglio, au Café de Madrid (21 mars)
- 1935 : Salade estivale, revue en 1 acte de Max Blot, sur Paris-P.T.T. (24 août)
- 1936 : Le Coucher de la mariée, comédie gaie en 3 actes de Félix Gandéra, au théâtre municipal d'Oran (10 novembre)
- 1936 : L'Amant de Madame Vidal, comédie légère en 3 actes de Louis Verneuil, au théâtre municipal d'Oran (21 novembre)
- 1936 : Trois et une, pièce en 3 actes de Denys Amiel, au théâtre municipal d'Oran (30 novembre) : Pierre[17]
- 1939 : La Petite Chocolatière, comédie en 4 actes de Paul Gavault, sur Radio-P.T.T. Alger (23 février)
- 1939 : Jean de la Lune, pièce en 3 actes de Marcel Achard, sur Radio-P.T.T. (2 mars)
- 1942 : Madame est avec moi, comédie-vaudeville en 3 actes de Pierre Veber, au théâtre de Monte-Carlo (août) : le douanier Lauwers[18].

## Filmographie
- 1930 : La route est belle de Robert Florey : le marchand des quatre saisons
- 1932 : Danton d'André Roubaud : Saint-Just[19]
- 1932 : Les Gaietés de l'escadron de Maurice Tourneur
- 1933 : Byrrh-Cass gagnant, court métrage de Pierre Weill[20]
- 1934 : Antonia, romance hongroise de Max Neufeld et Jean Boyer
- 1934 : Pension Mimosas de Jacques Feyder
- 1935 : La Fille de madame Angot de Jean Bernard-Derosne : Messidor
- 1935 : Jonny, haute-couture de Serge de Poligny : Doudou[21]
- 1935 : La Kermesse héroïque de Jacques Feyder
- 1935 : La Marmaille de Dominique Bernard-Deschamps
- 1935 : Les Yeux noirs de Victor Tourjansky
- 1935 : Ferdinand le noceur de René Sti : le père Mathieu
- 1935 : Bout de chou d'Henry Wulschleger : le régisseur
- 1935 : Pasteur, de Sacha Guitry : un élève de Pasteur[21]
- 1935 : La Marmaille, de Dominique Bernard-Deschamps
- 1936 : L'Appel du silence de Léon Poirier : le lieutenant de Guissart
- 1936 : Une gueule en or de Pierre Colombier
- 1936 : La Loupiote de Jean Kemm et Jean-Louis Bouquet
- 1936 : L'École des journalistes de Christian-Jaque : le gardien
- 1937 : Abus de confiance d'Henri Decoin
- 1937 : Le Cantinier de la coloniale d'Henry Wulschleger
- 1937 : Les Gens du voyage de Jacques Feyder
- 1938 : Trois Artilleurs en vadrouille de René Pujol
- 1939 : La Famille Duraton de Christian Stengel : un acteur de la radio
- 1942 : Mélodie pour toi de Willy Rozier